# Prakšická pahorkatina
Prakšická pahorkatina je členitá pahorkatina a geomorfologický okrsek patřící do geomorfologického podcelku Hlucká pahorkatina, který leží v geomorfologickém celku Vizovická vrchovina z podsoustavy Slovensko-moravské Karpaty. Nachází se v okrese Uherské Hradiště a okrajově také v okrese Zlín a severně od řeky Olšava a na Moravě a Slovácku.

## Geologie a geomorfologie
Prakšická pahorkatina, která má plošnou rozlohu 198,69 km2, je pojmenovaná podle obce Prakšice. Geologicky je složena z flyšových hornin převážně vsetínských vrstev zlínského souvrství račanské jednotky magurského příkrovu, kde se ojediněle objevují miocenní jíly a písky. Charakteristický je celkový úklon povrchu pahorkatiny k jihozápadu a erozně denudační povrch širokých plochých hřbetů oddělených relativně hlubokými, ale široce rozevřenými a často asymetrickými podélnými údolími. Četná údolí se vyskytují na geologických zlomech. Nejvyšším bodem jsou stejně vysoké vrcholy Ovčírna a Doubí (429 m n. m.). Skládá se z:
- Časkovská pahorkatina – pojmenovaná po obci Částkov
- Maršovská pahorkatina – pojmenovaná po obci Maršov
- Mistřická pahorkatina – pojmenovaná po obci Mistřice
- Rudická pahorkatina – pojmenovaná po obci Rudice

## Vodstvo
Vodstvo Prakšické pahorkatiny je dáno řekami Březnice a Olšava, které patří do povodí Moravy a úmoří Černého moře. Na nezdenický zlom jsou vázáné prameny minerálních vod.

## Ochrana přírody
V centrální části je zřízen přírodní park Prakšická vrchovina a v severovýchodní část leží chráněné krajinné oblasti Bílé Karpaty.